# Miroslav Štolfa

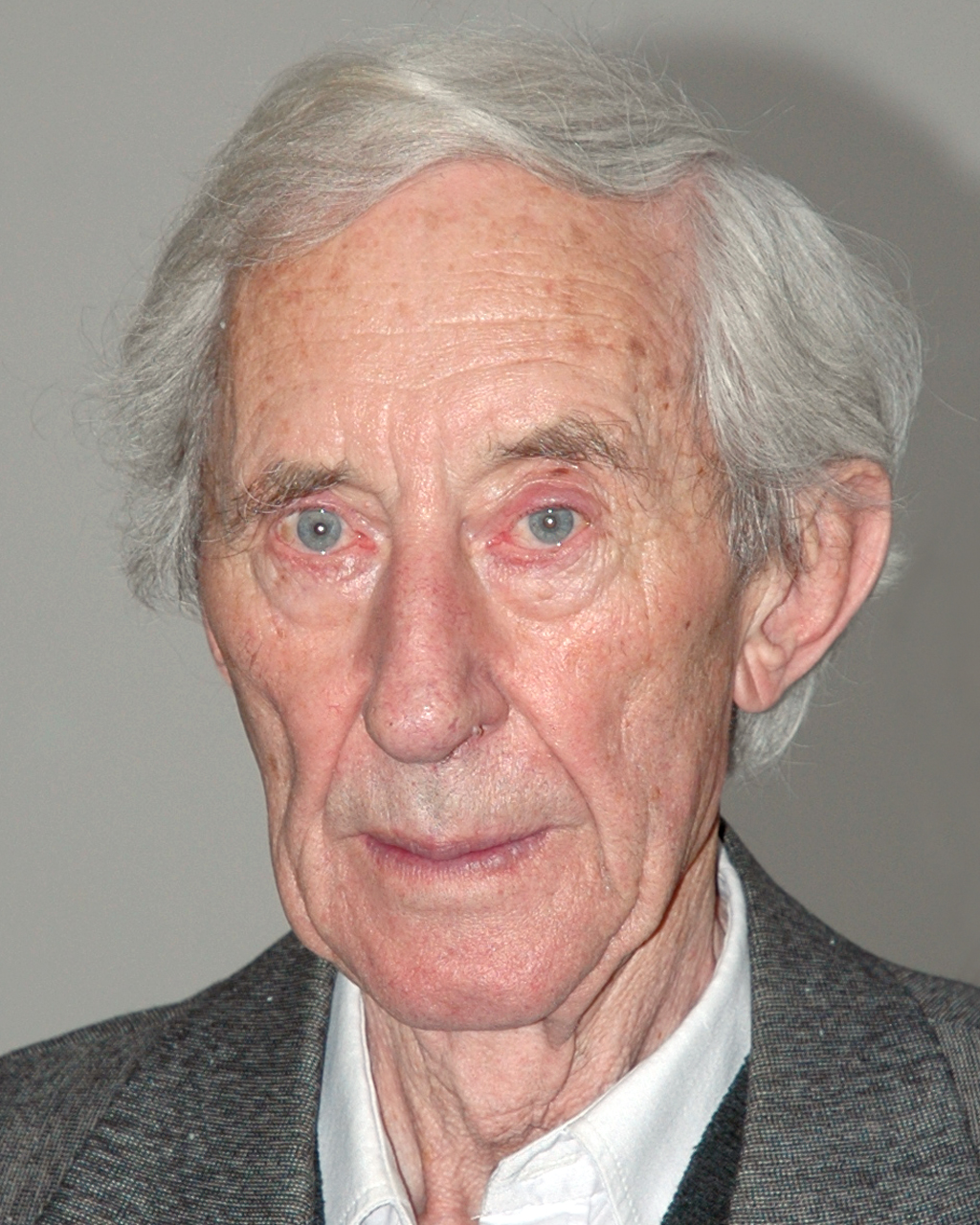
Miroslav Štolfa (2013)

Miroslav Štolfa (* 11. August 1930 in Brno (Brünn); † 26. Februar 2018 ebenda) war ein tschechischer Maler und Grafiker.

## Leben
Nach dem erfolgreich abgelegten Abitur (am Realgymnasium in der Vranovská-Straße in Brno-Husovice) studierte Miroslav Štolfa in den Jahren 1949 bis 1953 an der Pädagogischen Fakultät der Masaryk-Universität Kunsterziehung (bei Eduard Milén, B. S. Urban und Vincenc Makovský) und an der Philosophischen Fakultät Geschichte (bei Ferdinand Stiebitz, Josef Macůrek und Rudolf Holinka).
Im Anschluss an das Studium richtete Štolfa seinen Fokus auf die Malerei und auf seine Lehrtätigkeit an Mittelschulen mit pädagogischem Schwerpunkt in Boskovice, Tišnov und Brno. 1955 heiratete er seine Lebensgefährtin Věra Zemanová; aus dieser Ehe gingen der Sohn Jaromír (* 1957) und die Tochter Jana (* 1959) hervor. Im selben Jahr erfolgte seine erste Einzelausstellung im Klub zaměstnanců školství (Klub der Angestellten im Schulwesen) in Brno.
1963 trat Štolfa als Mitbegründer der Künstlervereinigung Parabola in Erscheinung, zu der eine Reihe von bedeutenden Brünner Künstlern beigetreten war (Antonín Čalkovský, Rudolf Fila, Robert Hliněnský, Dalibor Chatrný, Jozef Jankovič, Zbraně Macháček, Eduard Ovčáček, Miloš Urbásek, Dušan Valocký, Karel Veleba, Václav Zykmund und andere). Der Sprecher der Vereinigung wurde der Kunstwissenschaftler Václav Zykmund.
Štolfa lehrte zu dieser Zeit am Lehrstuhl für Kunsttheorie und -erziehung an der Philosophischen Fakultät der Palacký-Universität in Olomouc (Olmütz). 1966 habilitierte er sich in diesem Fach. In den 1960er Jahren unternahm er mehrere Studienreisen ins Ausland (Belgien, Frankreich, Italien, die Niederlande, Ungarn, Deutschland, Polen, Österreich und Spanien). Von 1978 bis 1983 lehrte er am Lehrstuhl für ästhetische Erziehung an der Pädagogischen Fakultät der Jan-Evangelista-Purkyně-Universität in Brno die Fächer Zeichnung und Malerei. Im Alter von 53 Jahren verließ er die pädagogische Laufbahn und widmete sich von diesem Zeitpunkt an ausschließlich dem eigenen künstlerischen Schaffen.
1990 gründete Štolfa den Künstlerverein TT klub mit, in dem auch Vertreter der 1950er-Generation und einige Kunsttheoretiker aktiv waren (R. Horáček, J. Valoch, I. Zhoř). 1992 beteiligte er sich an der Gründung des Instituts für bildende Künste an der Fakultät für Architektur der Technischen Universität in Brno und bis 1993 leitete er das hier neu errichtete Maleratelier.
Štolfas Œuvre schließt eine umfangreiche Sammlung von Gemälden und Zeichnungen mit ein, die auf einer profunden Kenntnis avantgardistischer Strömungen basieren. Zeit seines Lebens realisierte er 50 Einzelausstellungen und nahm an 170 Sammelausstellungen teil, davon mehr als 70 im Ausland. Miroslav Štolfa lebte und arbeitete in Brno.

## Werk
Štolfa malte seit der frühen Kindheit und sein Interesse galt den Brünner Peripheriegebieten mit dem Rangierbahnhof, dem Masaryk-Ring und der unberührten Landschaft der Region Vysočina, aus der seine Familie stammt. Während seines Studiums prägte ihn die Gruppe 42 sowie die kubistische Bewegung.
In seiner ersten Schaffensphase malte Štolfa mit gedämpfter Farbigkeit unauffällige Ecken der Stadt Brno, bald gewann jedoch seine Affinität zu Maschinen und Technik im Allgemeinen die Oberhand, was sich auch in den Gemälden der 1950er und 1960er Jahre widerspiegelt. Zu dieser Zeit faszinierte ihn das Ambiente von Motorradrennen und Rennmaschinen (Bilderzyklen Die Rennfahrer, Das Depot, Der Motor), Autos und Flugzeugen, später auch großen industriellen Bauten (Bilderzyklus Die Kraftwerke). Eine freie Zusammenstellung zivilisatorischer und technischer Formen und Symbole, die das ursprüngliche Thema der Bilderzyklen waren, sagte sich allmählich von der realen Umgebung los. Ende der 1960er Jahre gelangte sein künstlerisches Schaffen zu einer abstrakten Ausdrucksweise, indem allgemeine Verhältnisse, Kräfte und Bewegungen künstlerisch ausgelotet wurden.
In den 1970er Jahren widmete Štolfa sich auch großformatigen schwarz-weißen Kohle- und Tuschezeichnungen, in denen fiktive mechanische Geräte und ihre Bestandteile abgebildet wurden. Seit Anfang der 1980er Jahre zeigten seine Gemälde auch stilisierte, etwa durch einen Rennoverall gekennzeichnete Figuren.
1981 nahm Štolfa die Arbeit zum Bilderzyklus Neue Natur auf. In seiner künstlerischen Reflexion wird die Technik zum prägenden Faktor, der die Umwelt mitgestaltet. Der Maler betrachtet die Möglichkeiten, welche die Technik den Menschen anbietet, sowie ihre dunklere Seite, mit der eine durch Missbrauch verursachte Zivilisationskatastrophe einhergeht. Dieser Zyklus aus 35 Gemälden wurde 1984 im Haus der Künste in Brno ausgestellt und der Titel „Neue Natur“ wurde zur allgemein verwendeten Bezeichnung für andere, sich mit zivilisatorischen Themen befassende Ausstellungen.
Auch in anderen Gemäldezyklen, die die Landschaft zum Thema haben, ist als Kunstelement oder -metapher die Technik oft präsent. Dennoch wird diese Inspiration auf die Ebene allgemeiner Züge verlagert und in den Gemälden dominiert eine künstlerische Substanz, die aufgrund von rationellerer Abwägung und feinem Gespür (die Zyklen Horizonte, Ateliers, Signale, Die Kapottenlandschaften, Die Bewegungen in der Landschaft, Die Durchblicke) zutage gefördert wird.
Seit Ende der 1990er Jahre wies Štolfas Werk ein Schwinden konkreter Wirklichkeit und eine zunehmende Abstraktion auf, seine Bilder gewannen einen meditativen Charakter, bezogen sich auf bedrückende Aspekte der menschlichen Existenz (Das Opfer, 2002, Memento, 2007), brachten Gefühle der Einsamkeit (Der Einsiedler, 2009) zum Ausdruck oder ließen das Thema einer Auflehnung und eines Falls (Die Geschichte des Ikaros, 2011) resonieren.
Das Werk von Štolfa legt ein Gesamtzeugnis über die Aspekte der technischen Zivilisation ab, von der Hoffnung und Bewunderung bis hin zu negativen Konsequenzen für die Umwelt, zum Verlust der Illusionen und zu Gefühlen der Entfremdung. Mit der Neigung zum Meditativen und der Reflexion des Unsichtbaren bietet es zugleich einen Ausweg und Hoffnung auf einen positiven Ausgang für die Welt von heute.

### Gemälde

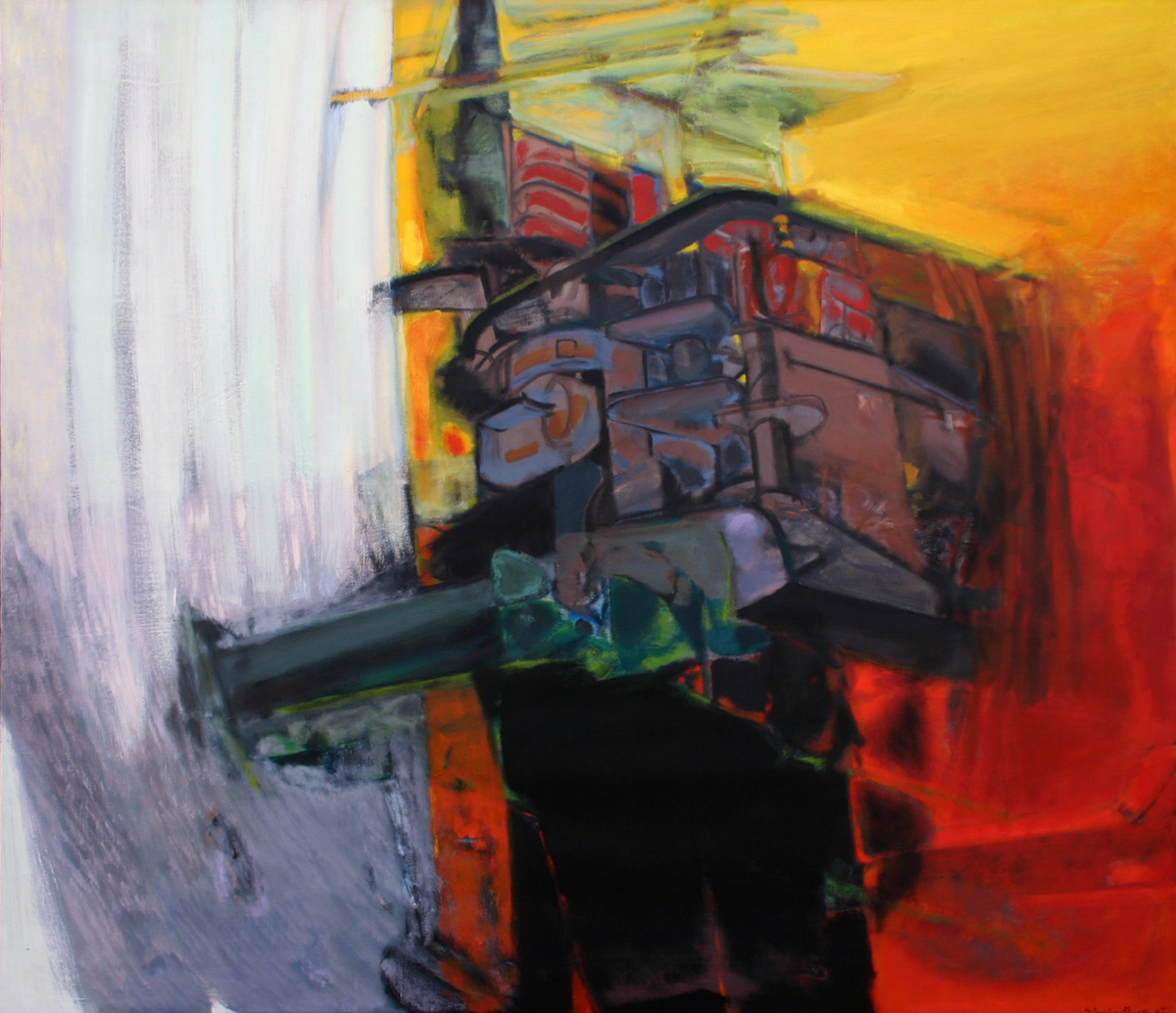
Memento, 1980
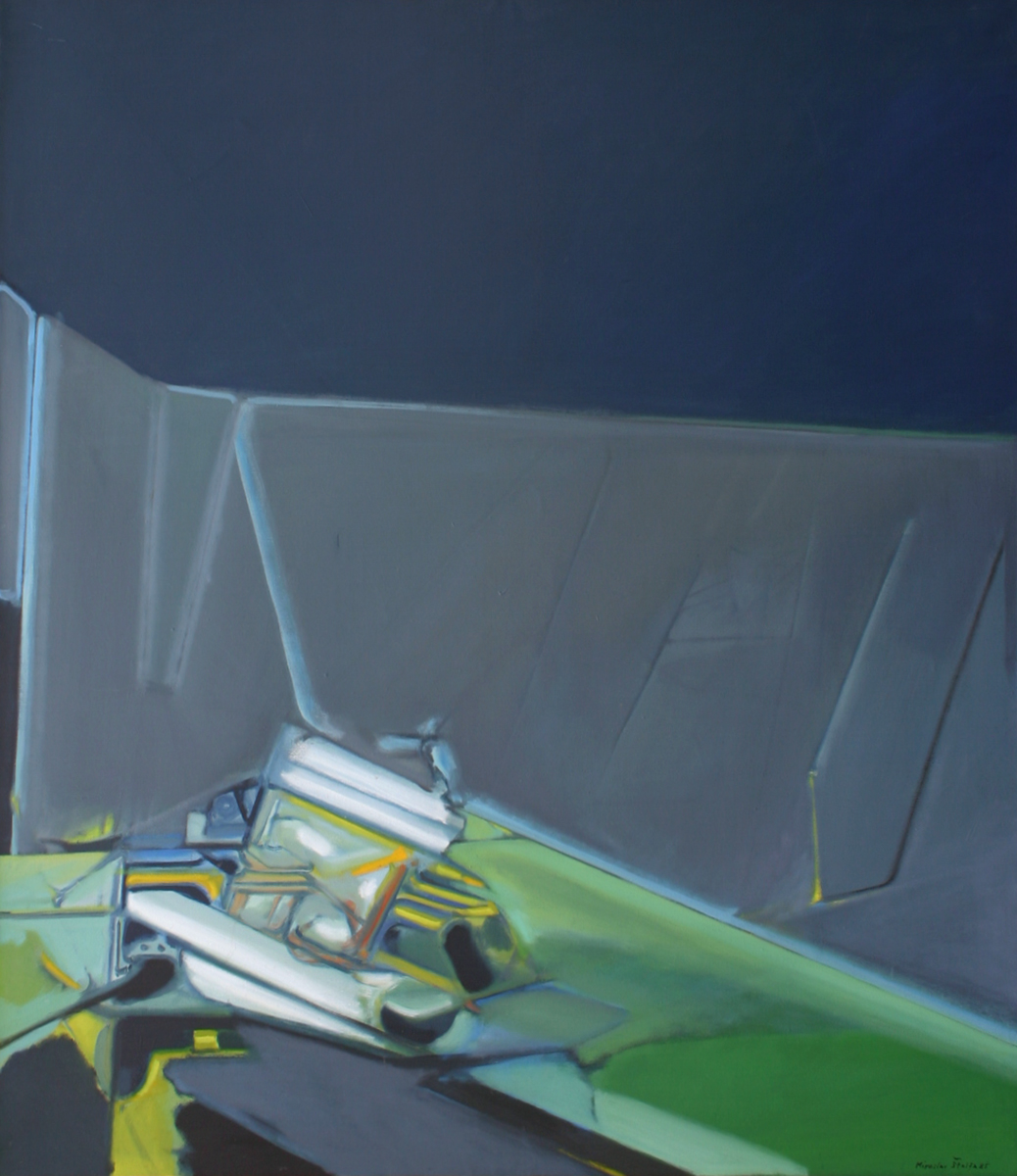
Neue Natur, 1985
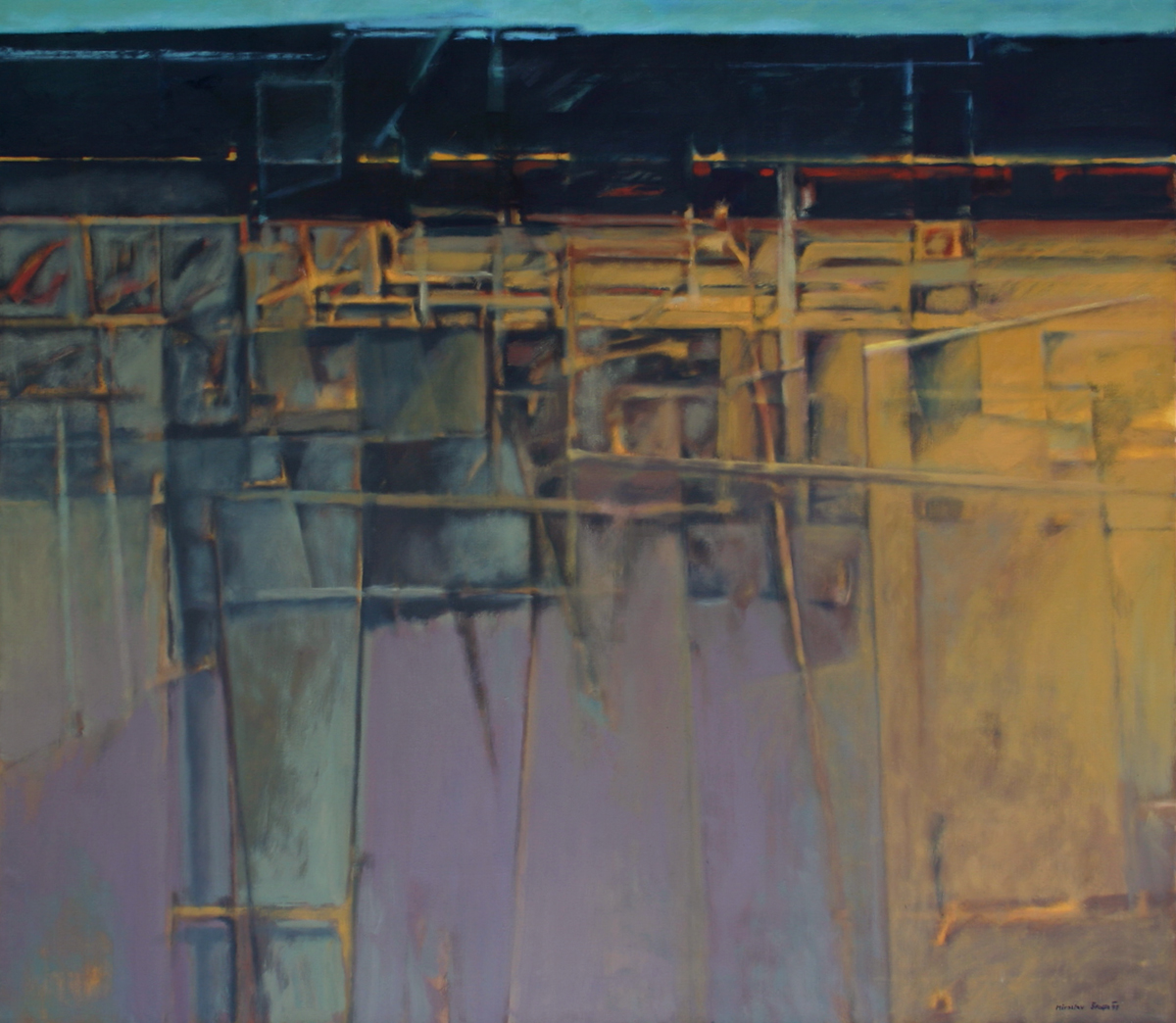
Der verdoppelte Horizont, 1997
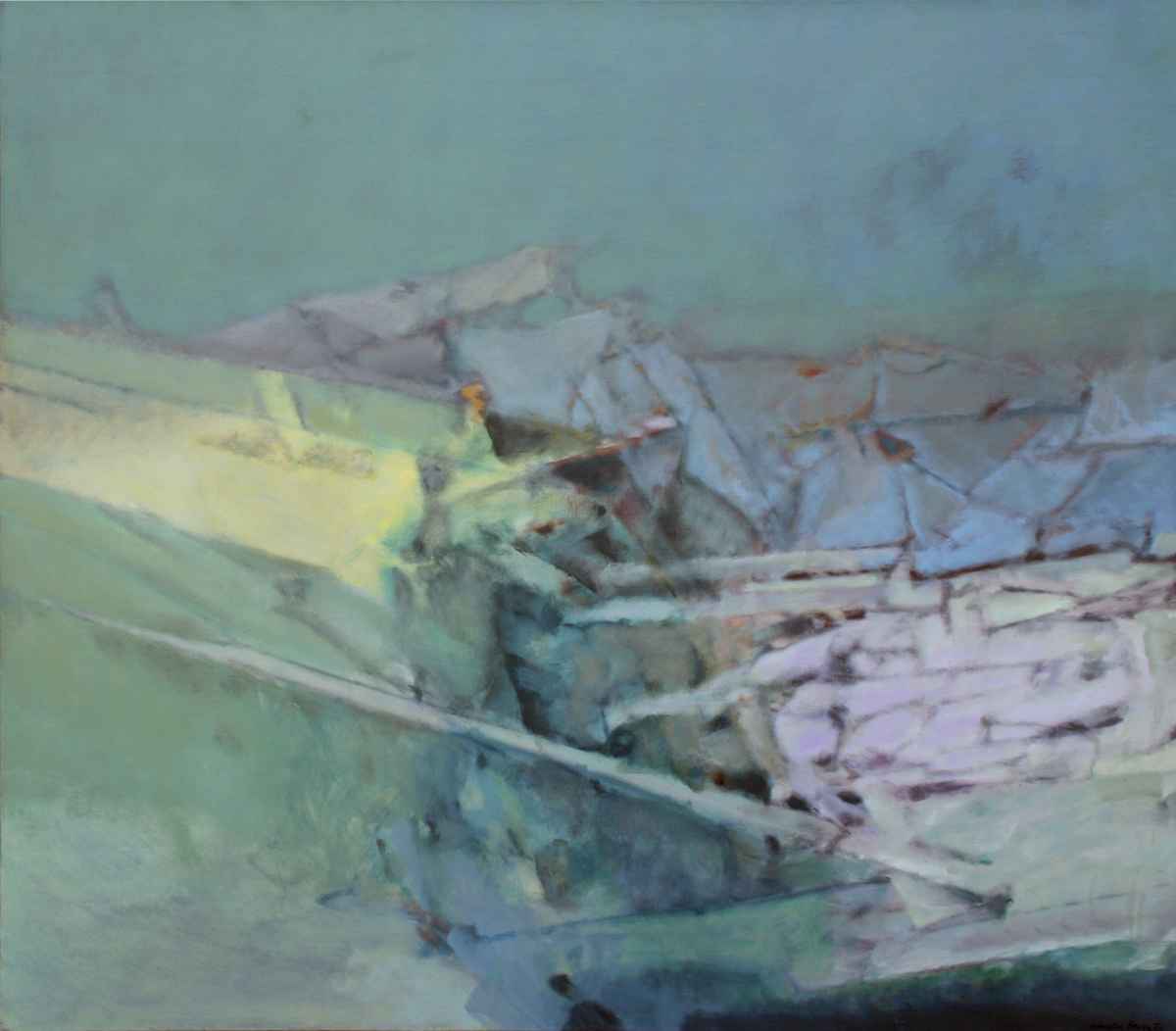
Der vernebelte Horizont, 2000
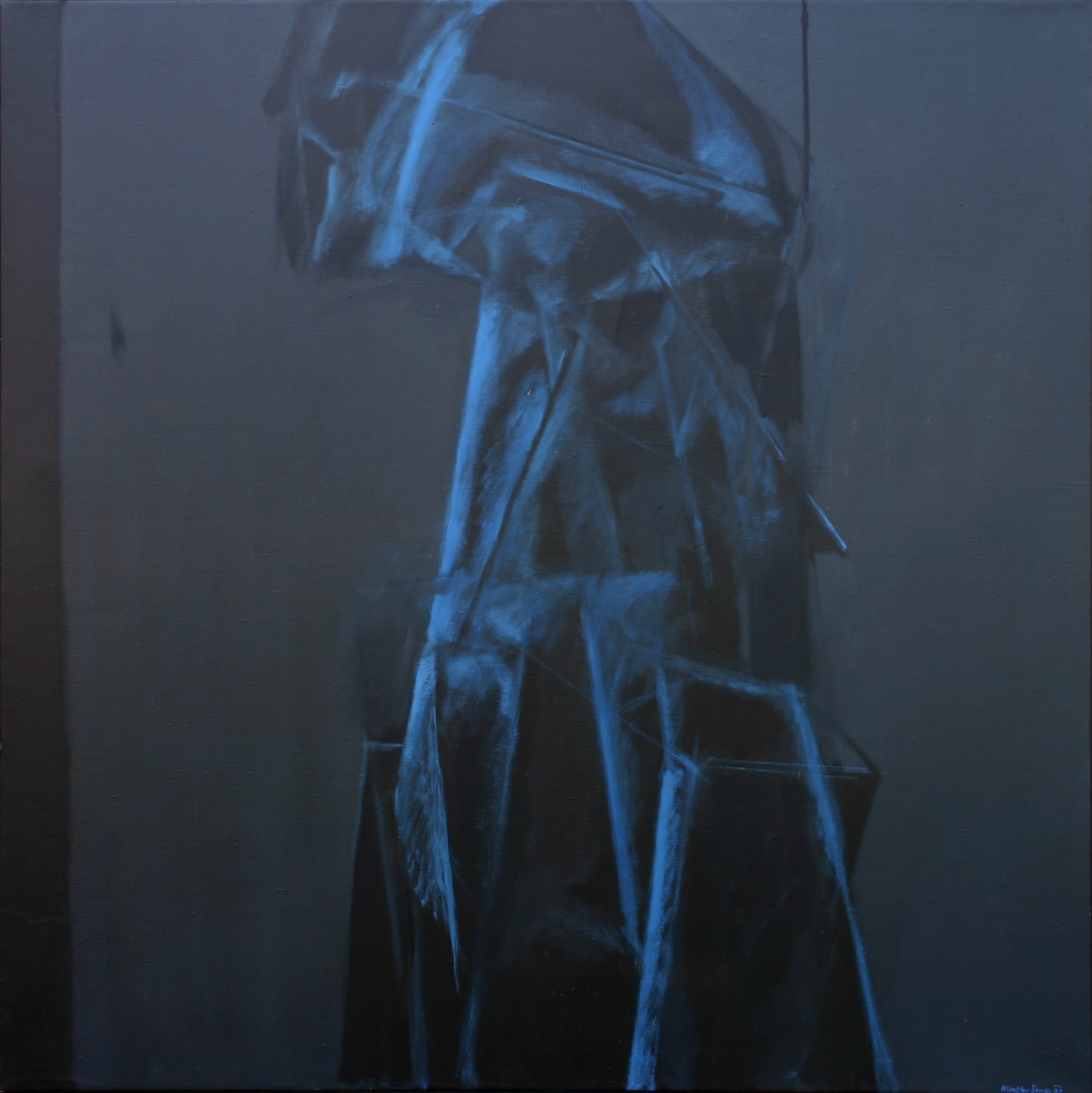
Ein großer Torso, 2002
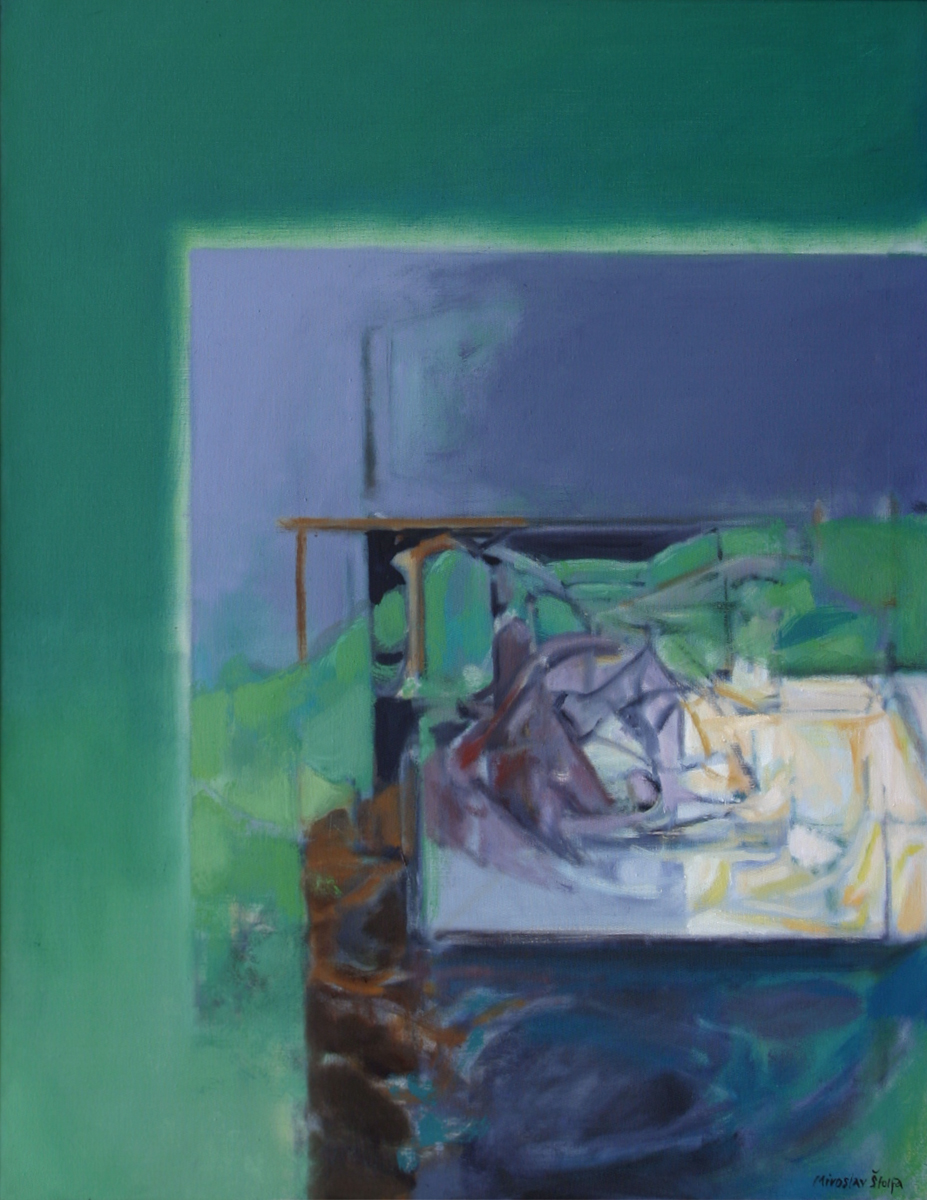
Metaphysisches Stillleben VI, 2012
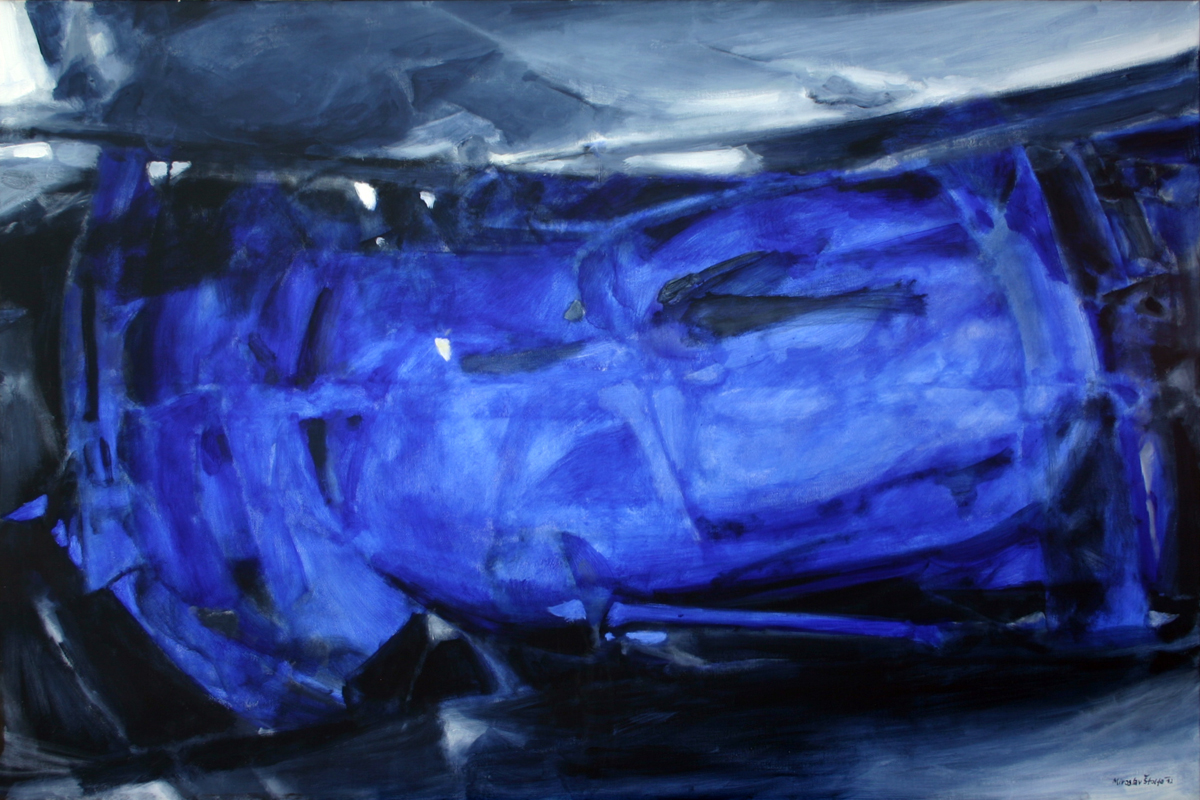
Der Aufflug des Blauen, 2012
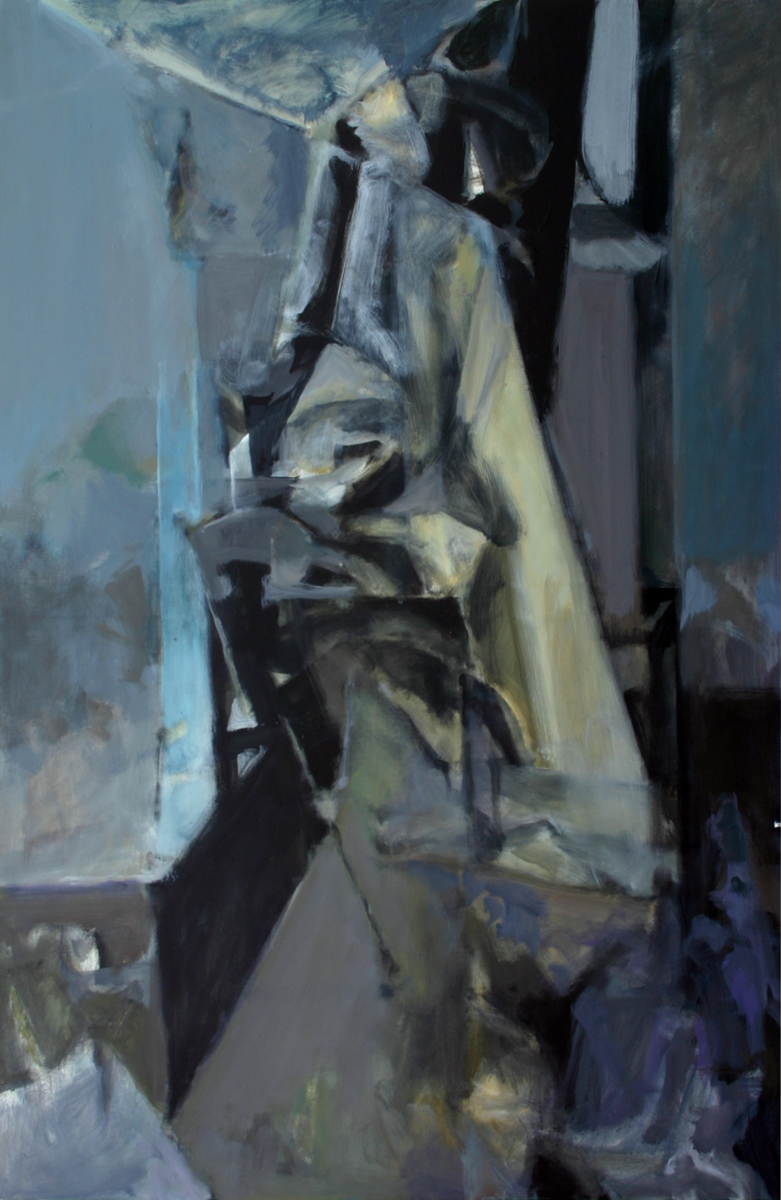
Variation über das Thema einer Figur, 2013

### Zeichnungen

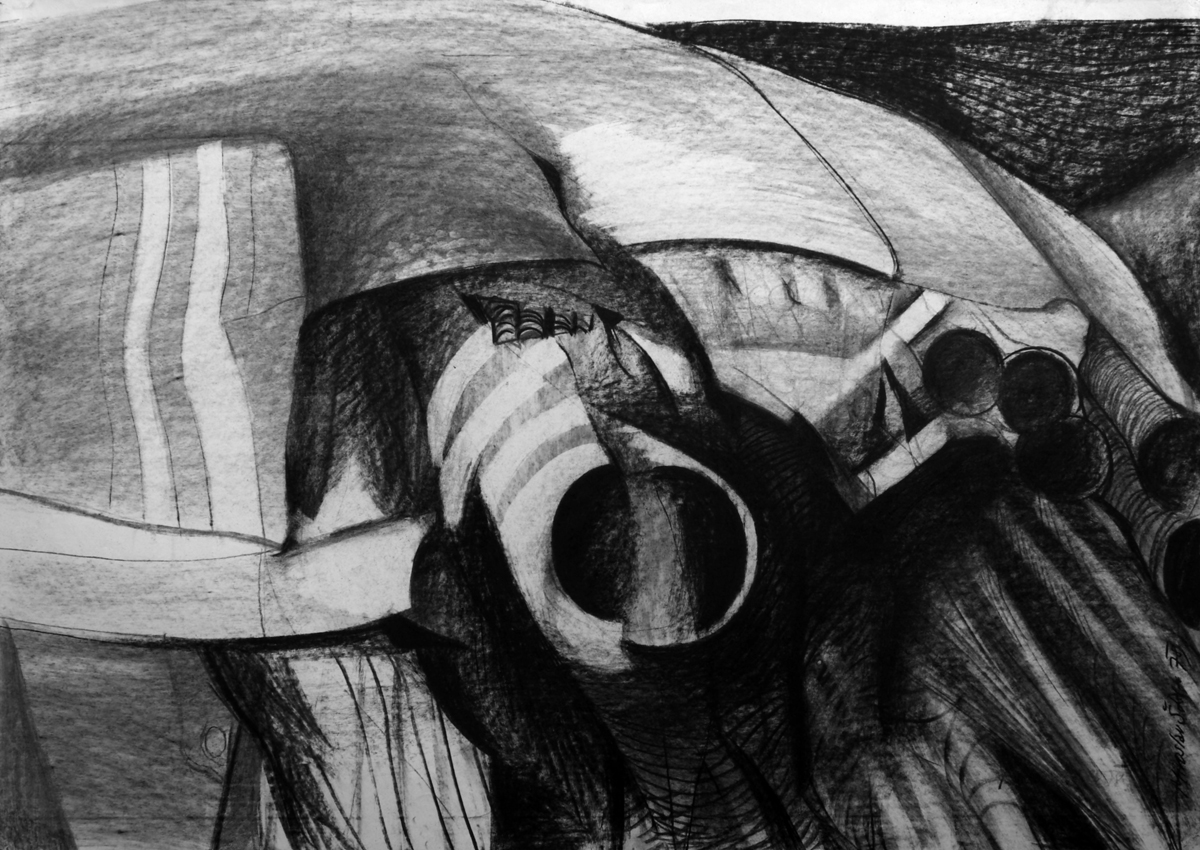
Die Kapotte, 1978, Kohlezeichnung, 61 × 86 cm
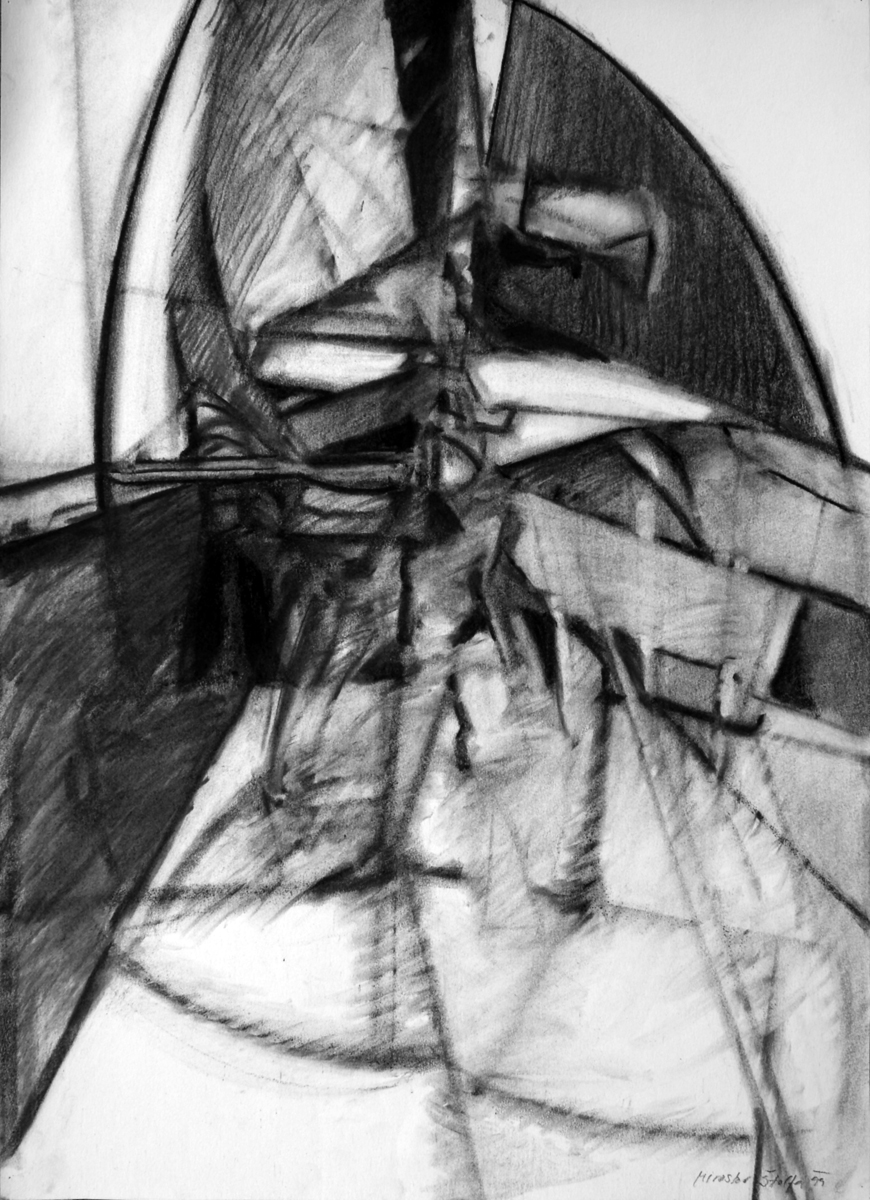
Ohne Titel, 1986, Kohlezeichnung, 86 × 61 cm
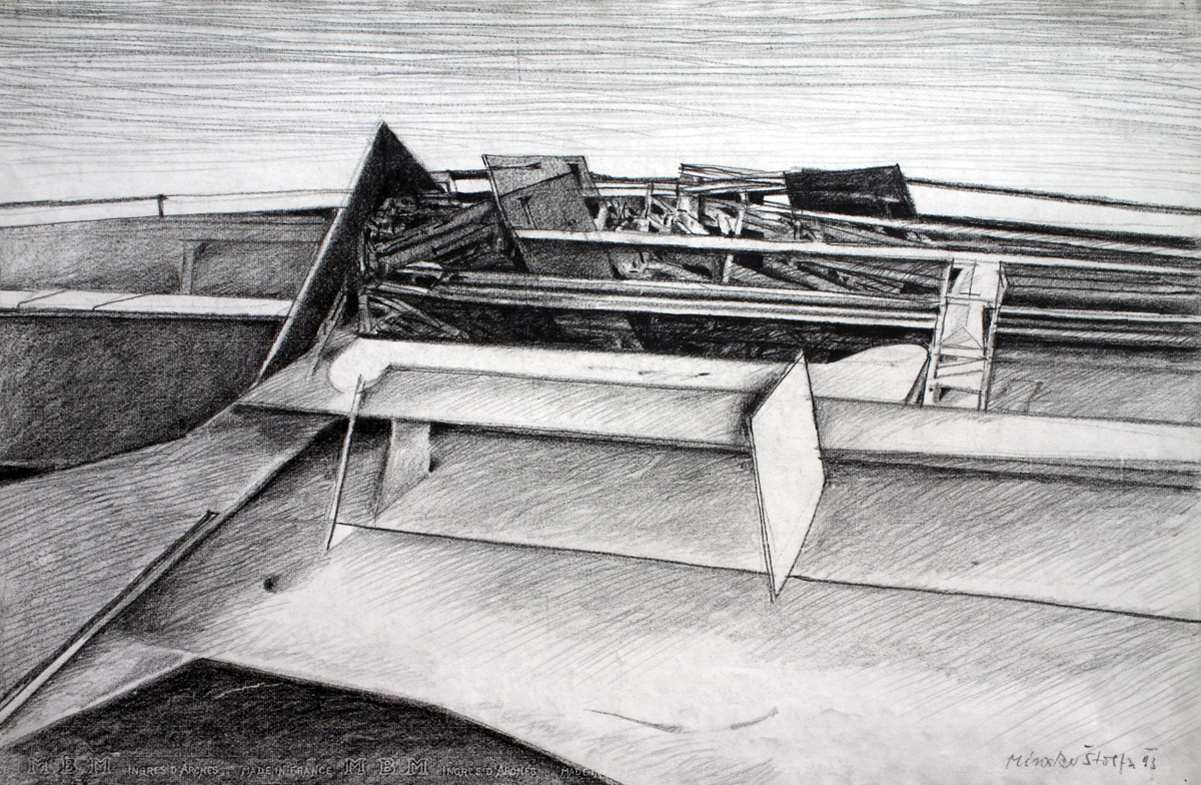
Die Kapottenlandschaft, 1993, Kohlezeichnung, 65 × 100 cm
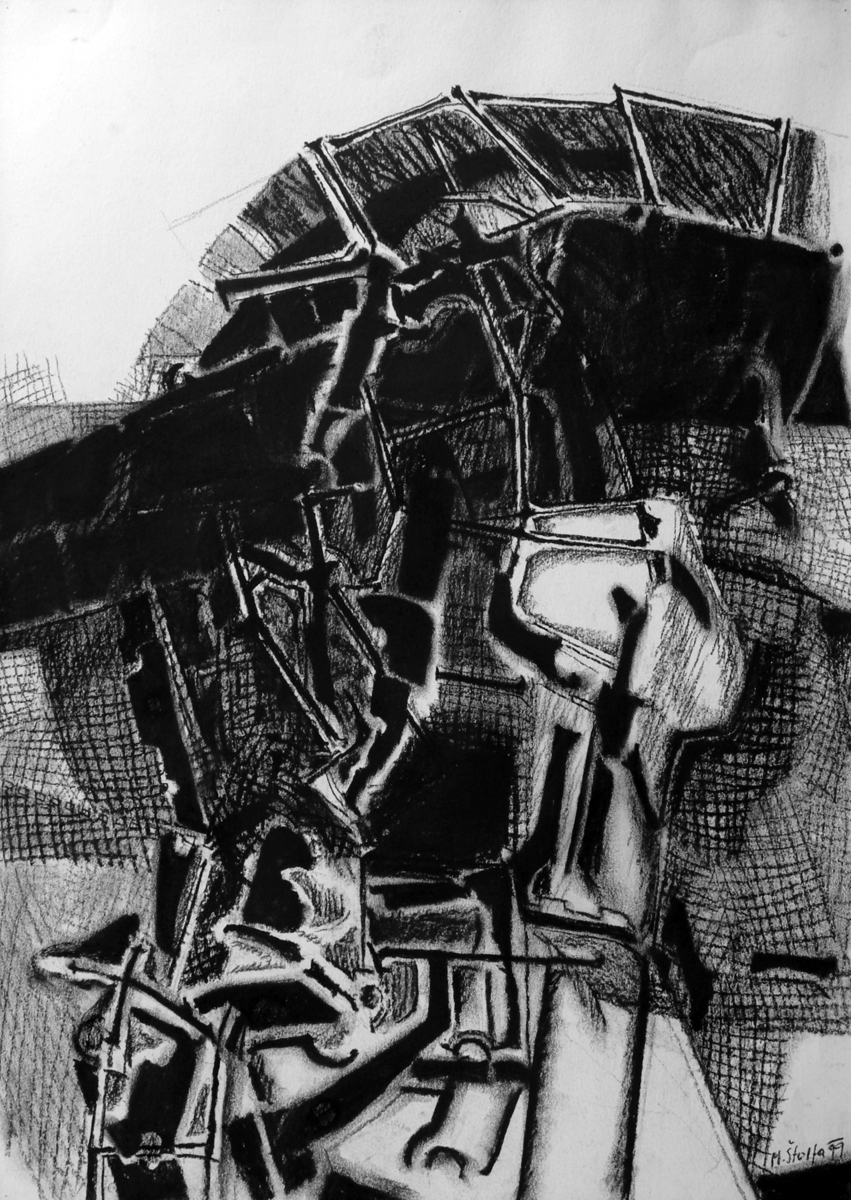
Neue Natur, 1999, Kohlenstift, 86 × 61 cm
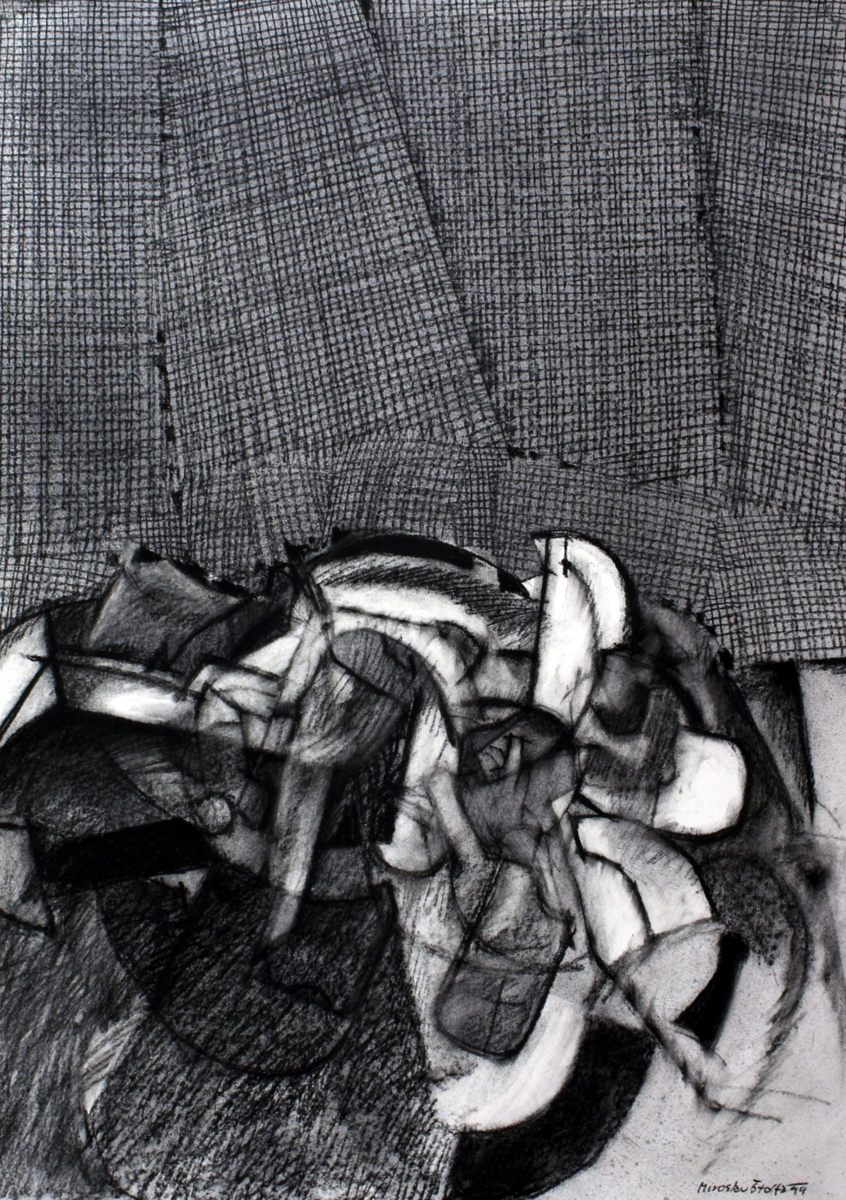
Der Anfang der Bewegung, 1999, Kohlezeichnung, 86 × 61 cm
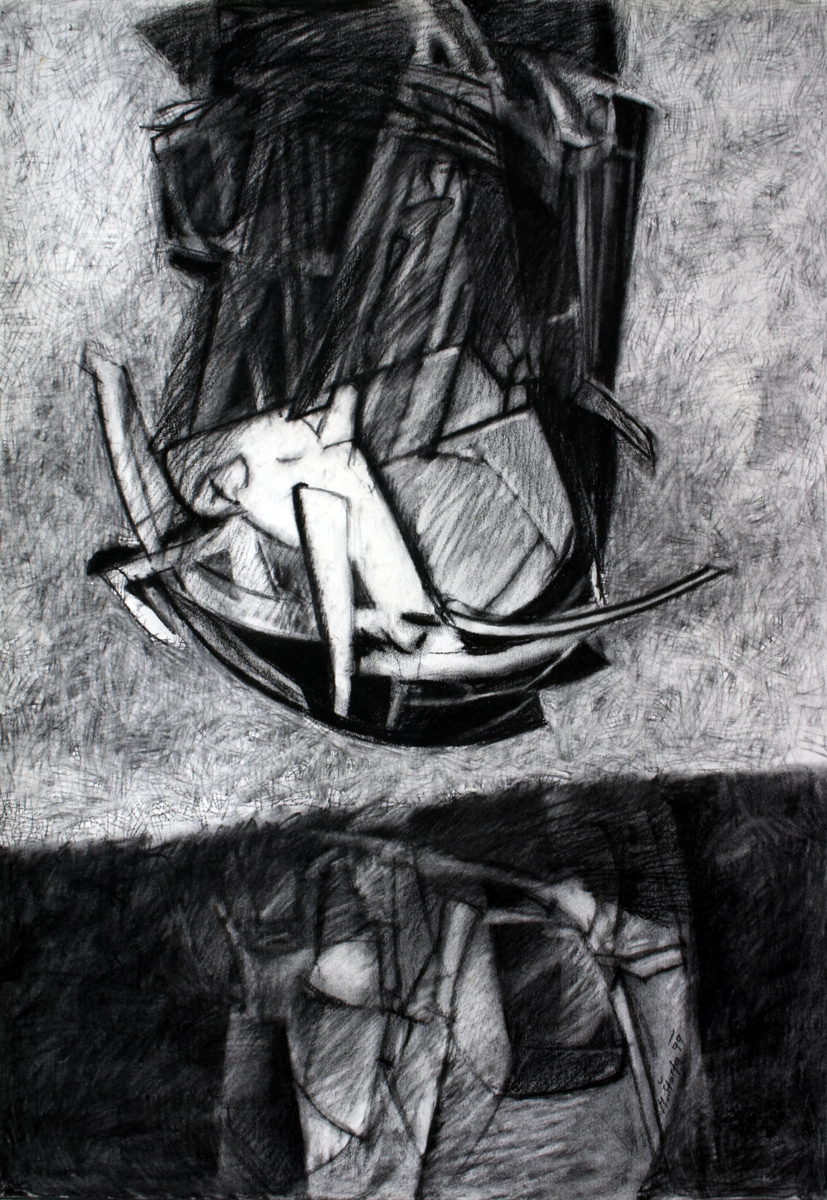
Das Fatum, 1999, Kohlezeichnung, 100 × 70 cm
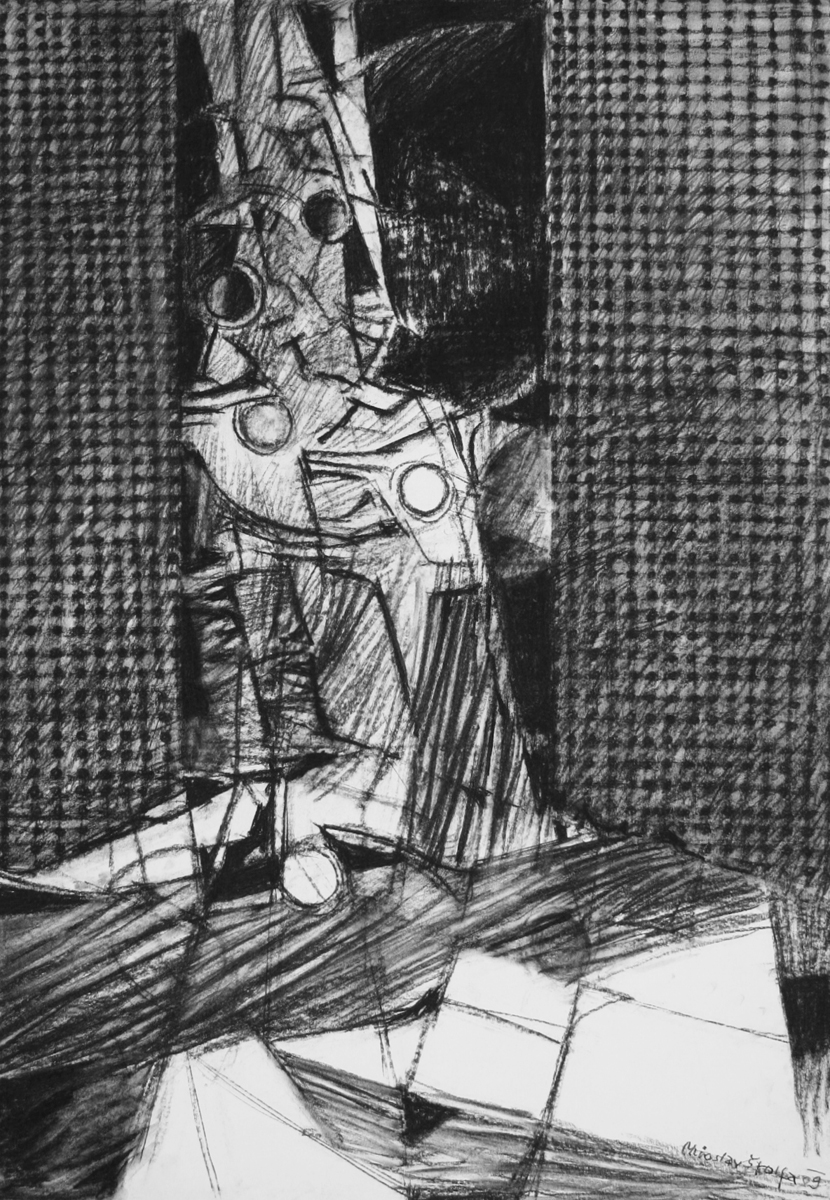
Der Besucher, 2009, Kohlezeichnung, 100 × 70 cm
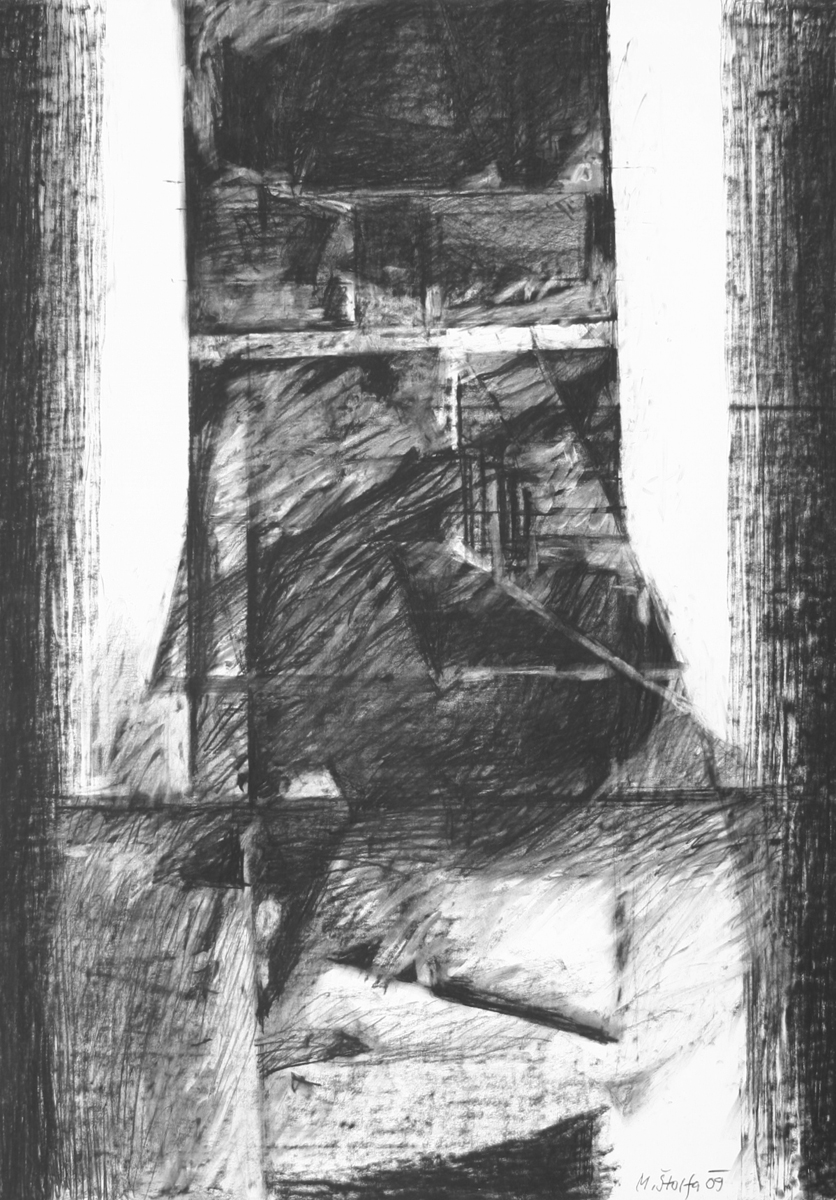
Das Fenster, 2009, Kohlezeichnung, 100 × 70 cm

### Ausstellungen (Auswahl)
- 1985: II. Internazionale Symposium der Tapisserie, Graz, Coup d´oeil sur la peinture le dessin et l´art graphique de Brno, Rennes, International Spring Fair, Dubai, Osaka
- 1987: Malarstwo czeskie i slowackie (1947–1987), Warszawa, Szczecin, 20 Jahre der Galerie Artica, Cuxhaven
- 1988: Tapiserie, Bilder, TOPHAM, Wien, Tapiserie art-protis, London, Kunstmesse Basel, Zeitgenössische Malerei aus Südmähren, Altenburg
- 1989: Das kleine format, G. Artica, Cuxhaven
- 1990: Kontakte 1990, Grieskirchen
- 1991: Die Tage der tschechoslowakischen Kultur, Galerie Spiesertor, St. Gallen
- 1991/1992: Nová příroda / Neue Natur / Új Természet, Galerie Knoll Budapest, Naturhistorisches Museum Wien, Galerie Sýpka-Vlkov
- 1992/2003: Minisalon, Galerie Nová síň, Praha, New York, Hollywood, Cincinnati, Chicago, Indianapolis, Rapids, Albuquerque, Forth Myers, Columbia, Nord Dartmouth, St. Petersburg, Brusel, Surabaya, Jakarta, Ubud, Paris
- 1997: Die Kenntnis des Zusammenhangs, Museum Bochum
- 2000: Schenkungen, Museum Bochum
- 2002: La Bohéme an Voiture, Mulhouse, Frankreich
- 2007: Die Ausstellung des TT-Klubs, Künstlerforum, Bonn